# Assaf Al-Qarni
Assaf Al-Qarni (Arabia Saudita, 2 de abril de 1984) es un exfutbolista de Arabia Saudita que jugaba en la posición de guardameta.

## Carrera

### Club
| Periodo   | Club               |
| --------- | ------------------ |
| 2000-2015 | Al-Wehda Mecca     |
| 2006      | → Al-Ahli Saudi FC |
| 2015–2020 | Ittihad FC         |

### Selección nacional
Jugó para Arabia Saudita en 11 ocasiones de 2007 a 2017, participó en Copa Mundial de Fútbol Sub-20 de 2003, en la Copa Asiática 2007 y estuvo en la lista preliminar para la Copa Mundial de Fútbol de 2018.

## Logros
- Copa del Príncipe de la Corona Saudí: 2016-17
- Copa del Rey de Campeones: 2018